# Huldre
|  | For det danske metalband af samme navn se Huldre (band) |
En huldre er et kønt udseende, overnaturligt kvindeligt væsen (men med hul ryg og kohale) som ejer kvæg, holder til i bjerge og høje, og prøver at lokke unge mænd til sig, især med spil og sang. Ordet kendes fra det norrøne personnavn Huld; navn på troldkvinde, til norrønt hylja (= skjule), jf. "huldrehat", dvs. en hat, der gør bæreren usynlig.
Ifølge norsk folketro lokker huldren mænd med sig ind i bjerget, hvorfra de ikke kan komme ud igen, hvis de bliver der for længe. Bliver huldrekvinden gift med et menneske, vil hun dog miste sin hale, og parret kan bo i bygden på lige fod med andre mennesker. På svensk kaldes hun skogsrået. På dansk omtales huldrene iblandt som hyldefolk, da man har forbundet dem med hyldetræet, som i "hyldemor", omtalt i H.C. Andersens eventyr af samme navn.

## Oprindelse
Norsk folketro forklarer de underjordiskes oprindelse med en historie om, at Adam og Eva engang fik uventet besøg af Gud. Efter at være smidt ud af Edens have, havde de fået mange børn, og Eva havde ikke fået dem alle vasket og kæmmet, da Vorherre ankom. Hun viste ham derfor kun de børn, hun ville være bekendt af, og gemte de andre. Vorherre gennemskuede hende dog, og sagde: "Jaja - de, der er dulde [dulgte], skal være hulde [usynlige]."  Og sådan blev det; de børn og deres efterkommere lever usynligt i bjerge og høje, og viser sig kun sjældent for mennesker.

## Observationer
Huldren regnes til de underjordiske. I området Finnskogen er der så sent som i 2013 rapporteret om møder med skabningen.  Jægeren Harald Polden beskrev sit møde med huldren i de øde områder på Helleland øst for Egersund. Han havde tændt et bål og var ved at koge vand op. Da fik han pludselig øje på en kvinde på den anden side af mosen, "på to bøsseskuds afstand". Han greb sin kikkert; kvinden havde en stolt rejsning, brunt hår og grønlige øjne. To ting undrede ham - hendes lange fletninger, og at hun gik med en lang nederdel. Pludselig lænede hun sig frem, og da skørtet gled derved lidt op, kunne Polden se, at hun var barfodet, og en tredje fletning kom til syne under skørtekanten - en kohale. Samtidig kogte Poldens kedel over. Han rev den væk fra bålet, men nu var der ingen ved mosen. En gang genfortalte han historien for en mor og datter på egnen. Pigen så hen på sin mor og sagde: "Der ser du." Hun havde oplevet det samme på det samme sted som Polden.
Huldrene er musikalske, så mange spillemænd har lært af dem. Ole Arntsen (1823-1911) fra gården Halsen på Sæterlandet, senere husmand og spillemand, var en sommerdag oppe på taget af sit bådhus for at slå græs til sin ged. Pludselig fik han en dask i hovedet af nogen, han ikke kunne se. Han besvimede, trillede ned af taget og ned i strandstenene. Han havde slået sig slemt og blev liggende, helt fortumlet. Da hørte han nogen spille violin, og fik øje på en huldre, siddende på en stor sten ved vandet. På fødderne havde hun træsko med jernbeslag; på dialekten jar-føra. Takten trampede hun fast og hårdt mod stenen med sine jernbeslåede sko. Derfor kaldte Ole melodien "Jar-førå". 
En pige klarede at få taget et billede af en huldre bagfra i november 2002, ved Gautefall nord for Arendal. Dette sammenfaldt med en række opringninger fra folk i området, der var overbevist om at de havde set en huldre og ligeledes beskrev hende som barfodet i sneen og klædt i sommerkjole, med en kohale slæbende efter sig. 

## Huldren og hendes kvæg
I Lofoten fandt man det tryggest at lade en bås i kostalden stå tom, ud fra den formodning, at huldren havde sin kostald lige under menneskenes kostald. Fik hun det for trangt i sin egen, lånte hun bare den tomme bås oppe hos menneskene. Til gengæld sørgede hun for, at menneskenes køer holdt sig raske og trivedes. Men tog de huldrebåsen i brug, kunne hun finde på at sætte ondt på dyret, der stod der - og måske på flere, for huldren er kendt som hævngerrig. Angiveligt måtte mand på en gård i Lofoten flytte sin kostald tre gange, fordi den stod i vejen for huldren. Han undrede sig over, hvorfor hans dyr ikke ville trives. Så fortalte huldren ham en nat, at hans kostald stod lige over hendes spisebord. Manden flyttede så stalden et stykke væk; men stadig døde flere af hans dyr, stadig måtte de slæbe selvdøde køer eller får ned i vandkanten. En nat sagde huldren til ham, at hans stald nu stod lige over vuggen, hvor hendes barn lå, og der dryppede så meget grimt ned på den lille. Så måtte han igen til at flytte stalden; men derefter fik han og hans dyr også fred.

## Ægteskab med en huldre
På Tjentland i Ryfylke holdt der huldrer til på gården, især i ildhuset, hvor de lavede mad. En gang da husfolket bagte i ildhuset, kom en huldre ind med sin datter. Den ældste søn på gården syntes pigen var køn, og blev advaret af hendes mor: "Rører du hende, skal du ta' hende til kone, enten du vil eller ej, så meget du ved det." Drengen lo og gantes fortsat med pigen. Han måtte dermed forloves med hende, men fik kolde fødder, da brylluppet nærmede sig. En gang gemte han sig under et stort kar ved at vælte det over sig. Huldredatteren prøvede at vippe karret væk, men han fandt kniven frem og skar på det nærmeste fingrene af hende, Det nyttede ham dog ikke, og de blev gift. Ved den anledning blev pigen døbt, og da faldt hendes hale af; men tre dage efter kom tre store malkekøer til gården og vandrede af sig selv ind i båsen. Ægteparret levede så sammen, men ikke helt fredeligt, da han ikke kunne glemme hendes baggrund. Han var en dygtig smed, og en dag, hun havde kaldt ham ind til maden flere gange, tog han et gloende jern og holdt under hendes næse, Da tog hun en hestesko op fra gulvet i smedjen og bøjede den ud. "Er du så stærk?" spurgte han vantro. Det bekræftede hun: "Så nu forstår du, hvad jeg kunne have gjort ved dig, hvis jeg havde villet. Men jeg holder for meget af dig til at ville bruge magt for at få min vilje." Efter det levede de godt sammen, og der skal findes folk i Årdal i Ryfylke, der nedstammer fra dette par. Den slægt har altid haft mere held med sit kvæg end andre folk.  

## Huldren på Elstad gård
I Asbjørnsens En aftenstund i et proprietærkøkken fortælles et sagn fra gården Elstad i Ullensaker. En tjenestedreng havde været ude i et ærinde, og på hjemvej råbte nogen efter ham på vejen: "Kører du til Elstad frem, så sig til Deld at Dild faldt i ild." Straks sprang én ud af huset og råbte: "Åh, det var mit barn!" Det var en huldre, der havde været usynlig på gården for at stjæle af maden, og drengen havde uvidende bragt hende en meddelelse. Denne historie kendes ikke kun fra Ullensaker, men fra 70 andre steder i Norge og fra mange lande rundt om i Europa. Den ældste udgave findes hos Plutark omkring år 100.

## Huldren med guldsagerne
Der var gang en huldre, der ejede syv høner og en lygte og et æble, og alt var af guld. En konge lod udlyse, at den, der fik fat i disse guldhøns, skulle få kongens datter til ægte. En dreng drog håbefuld af sted med et fiskegarn og en pose ærter til hjælp. Uden at huldren mærkede noget, lokkede han hønsene til sig med ærterne, og viklede dem ind i garnet. Kongen blev glad for guldhønsene, men gik ikke med til noget bryllup før han også havde fået huldrens guldlygte. Drengen begav sig så tilbage til huldren samme aften, og da hun satte lygten fra sig ved brønden, hvor hun var i færd med at hente vand, skubbede han hende ned i brønden og sikrede sig lygten. Men kongen stod ikke ved sit løfte, før drengen også havde bragt ham guldæblet. Denne gang tog drengen en lang tang med, krøb op på taget mens huldren sov, og ville nappe hendes tæppe op gennem røgåbningen. I stedet kom han til at knibe hende i næsen. Hun vågnede og fik fat i ham, og spurgte hvordan han helst ville komme af dage. Han sagde, at han foretrak at spise sig ihjel på grød. Det gik huldren med til, og begyndte at lave grød. I en fart fik drengen lavet en stor sæk, som han bandt foran på brystet. Da hun kom med grøden, øsede han den bare ned i sækken. Da sækken var fuld, lagde han skeen fra sig og sagde, at nu var han ved at revne, så det var bedst, hvis hun svøbte ham ind i tæppet og smed ham ud. Det gjorde hun så; men straks han var udenfor, smed han sækken fra sig og løb med tæppet. Huldren blev rasende, greb en pibe og bakkede på den, og trak dermed drengen til sig. Og denne gang slap han ikke fra hende igen.

## Huldrene juleaften: Trondsagnet
Det mest udbredte sagn om julebesøg i Rogaland er "Trondsagnet". Med større og mindre variation fortælles det sådan: På gården Kvame i Hjelmeland kom huldrene hvert år i store flokke til juleaften, og folkene måtte flytte ud af huset for at få fred. Først kom en gammel mand med langt skæg, han hed Trond. Så kom resten, som dansede og festede og larmede. Senere satte de sig ved bordet for at spise, men først skulle de skåle til Trond i højsædet. "Nu skænker jeg Trond!" sagde en. Men i stedet jages de af en mand med bøsse.
På en af gårdene måtte de rømme husene hver jul, men et år tilbød tjenestedrengen at blive værende julen over og sætte skræk i huldrene. Da alle var væk, og det skumrede, kogte han en gryde beg op. Straks huldrene ankom, sprang han op på karmen med beggryden og satte sig dér. En hel flok kom ind og dækkede bord med sølvtøj, så det lyste af det. En huldre kom hen under karmen, strakte sig og gabede; straks hældte drengen den kogende beg ned i munden på hende. Hun skreg højt, og hele flokken stak af. "Har du smagt en varmere suppe?" råbte drengen efter hende, der havde sat beget i halsen, og så kravlede han ned og tog, hvad de underjordiske havde efterladt. Det næste år bad den samme dreng om at være hjemme til jul, mens alle de andre flygtede. Om aftenen kom en huldre og kiggende ind ad døren og spurgte, om katten var her, også i år? "Ja, hun er her, og har fået syv killinger, værre end hende selv!" råbte drengen. Da flygtede huldren, og der kom aldrig flere huldre ned til den gård.
I Rogaland har Mauland nedskrevet sagnet i seks ulige versioner. Det ene sted kaldes de besøgende trolde, ellers omtales de som huldre. Disse sagn skriver sig fra troen på, at de afdødes ånder vender tilbage til de levendes verden til bestemte tider, som er hellige; en række tabuer må overholdes, og ofringer til forfædreåndene foretages. Samtidig er det en festtid med fornyelse af samfund og natur. Men disse sagn er opstået i kristen tid, hvor forfædreåndene var blevet truende væsner, man skal undgå at have befatning med. De digtes om til huldre, dvs. troldpak, som kommer i julen for at lave ballade og forstyrre julefreden. Man havde glemt, hvem de oprindeligt var. Huldrene var ikke oprindeligt forfædreånder, men overtog, da forfædrekulten blev forbudt, træk fra forestillingerne om de døde. Dødekulten forsvandt gradvis; men i de store højtider, især julen, overlevede dele af kulten, særlig i isolerede bygder; nogle steder kun som tradition, andre steder nok som noget, man fandt det tryggest at overholde. 